# Joe Dever's Lone Wolf
 (septembre 2016).
Si vous disposez d'ouvrages ou d'articles de référence ou si vous connaissez des sites web de qualité traitant du thème abordé ici, merci de compléter l'article en donnant les références utiles à sa vérifiabilité et en les liant à la section « Notes et références ».
Pour les articles homonymes, voir Lone Wolf.
Joe Dever's Lone Wolf est un jeu vidéo de rôle originellement publié en 4 épisodes développé par le studio italien Forge Reply et édité par la société française Bulkypix. Le premier épisode est sorti en novembre 2013 sur iPhone, iPad et Android et a été traduit par Scriptarium. Le jeu est par la suite sorti sur consoles (PlayStation 4 et Xbox One en 2016, Nintendo Switch en 2018).
Le jeu prend place dans l'univers de Loup Solitaire et propose une histoire originale située entre les tomes 3 et 4 de la série de livres-jeux. Il mélange des séquences narratives textuelles écrites par Joe Dever — le créateur de l'univers — et des combats en 3D,. Des choix s'offrent au joueur et peuvent donner accès à des mini-jeux.
- Épisode 1 : De neige et de sang (Blood on the Snow), sorti le 14 novembre 2013.
- Épisode 2 : Chasse en forêt (Forest Hunt), sorti le 2 avril 2014.
- Épisode 3 : Les Couloirs de Majdars (The Shianti Halls), sorti le 7 août 2014.
- Épisode 4 : Une nouvelle aube sur V'taag (Dawn over V'taag), sorti le 20 novembre 2014.